# 霍斯陸曼·伐伐
霍斯陸曼·伐伐（布農語：Husluman Vava；1958年1月30日—2007年12月29日，台灣布農族作家，出生於台東縣海端鄉廣原村，布農族巒社人，曾用筆名王新民。曾任教職，生平致力於透過學術研究與文藝創作推廣保留布農族文化，著作屢屢獲獎。2007年成為首位原住民作家獲得臺灣文學圖書類長篇小說金典獎肯定，年底因心肌梗塞逝世。
伐伐創作素材立基於長年的部落生活、田野調查及資料收集。早期作品以布農族的口傳神話故事、生活祭儀的典故為主，後逐漸融合、運用布農族的文化、生活題材；直至其長篇小說《玉山魂》創作，相當成熟地透過角色安排，生動地呈現屬於布農族人的生活樣貌、狩獵農耕，乃至山林智慧與心靈信仰。在作品中也介紹布農族不同社群間的親族關係等，更強調呈現布農族人的勤勞、勇敢、分享等價值美德。他積極地投入書寫，視之保留文化的記憶與傳統途徑，並認為布農族絕不可缺席。詩人李魁賢認為：「伐伐的代表作品《玉山魂》是台灣第一部以原住民語言書寫的作品，充分呈現出原住民的生活面，尤其是對於天地萬物的描寫，充滿了詩的質感和語彙。」
數理背景的他，在臺灣網路興起初期，就和屏東好友一起架設「伐伐的文學殿堂」，定期發表文章；也架設網站可提供原住民服飾等商品訂購服務。若認識伐伐的人，絲毫無法忽視他對於布農族的自信、幽默與頑強的文化意識；他的長篇小說獲獎，也鼓舞其他原住民作家的書寫與投入。源於無法親自參與2008年推廣得獎作品，國立臺灣文學館曾改以特展方式於館內推廣，並首次進行作家原鄉地區巡迴展--高雄桃源鄉、台東海端鄉等布農族地方文物館推廣。

## 著作

### 學術研究
- . （原始内容存档于2008-10-05）.

### 出版
- 《玉山的生命精靈》，1996年，晨星出版社
- 《中央山脈的守護者─布農族》，1997年，稻香出版社
- 《那年我們祭拜祖靈》，1997年，晨星出版社
- 《黥面》，2001年，晨星出版社
- 《玉山魂》，2006年，印刻出版社

### 獲獎紀錄
- 86年度獎勵原住民母語研究佳作獎，《玉山的生命精靈》
- 87年度教育部文藝創作獎短篇小說佳作，《黥面》
- 1998年吳濁流文學獎小說正獎，《獵人》
- 第二屆台灣文學獎小說評審獎，《獵物》
- 第一屆南投縣文學創作獎小說正獎，《生之祭》
- 第二屆台灣省文學獎短篇小說獎，《失手》
- 九十年文建會文學講古第二名，《八部合音的傳說》；佳作，《不墜的星辰》
- 2001第二屆原住民文學獎散文組第一名，《Hu！Bunun》
- 第五屆大武山文學獎佳作獎，《戀戀舊排灣》
- 94年度教育部文藝創作獎短篇小說優選
- 2007年台灣文學獎長篇小說金典獎，《玉山魂》

## 註腳
1. ↑  .   [2023-03-09]. （原始内容存档于2023-03-09）.
2. ↑  林德義(主筆) 、 范織欽 、林明德 、藍富雄、 田縉光；攝 / 圖說： 滋膏. . 2008-01-02  [2023-03-09]. （原始内容存档于2023-03-09）.
3. ↑  鄭漢文. . 鄭漢文  (编). . 2018  [2023-07-30].[]
4. ↑  .   [2023-03-09]. （原始内容存档于2023-03-09）.

## 其他網站
- 伐伐的文學殿堂 （页面存档备份，存于）
- 霍斯陸曼伐伐生平事跡